# Pilrokke
Pilrokker (Dasyatidae) er en familie, der er medlem af rokkeordenen.
Pilrokker har en bruskagtig barberbladsskarp pig, der kan være med modhager eller være savtakket, der vokser ud fra deres piskeartige hale (som en fingernegl). Denne pig er overtrukket med giftigt slim. Rokker er ikke aggressive og flygter hellere end at angribe. Stik med deres halepig skyldes oftest en refleks på et angreb.
Behandlingen af stik består af en evt. fjernelse af piggen, der kan være brækket af og skylning af såret med varmt vand for at uskadeliggøre rokkens gift.

## Klassifikation
Familie: Dasyatidae
- Slægt: Anacanthus
- Slægt: Dasyatis
  - Dasyatis kuhlii (Blåplettet pilrokke)
- Slægt: Himantura
- Slægt: Pastinachus
- Slægt: Pteroplatytrygon
- Slægt: Taeniura
- Slægt: Urogymnus